# 古今亭菊丸
古今亭 菊丸（ここんてい きくまる、1951年4月1日 - ）は、広島県呉市出身の落語家。落語協会所属。出囃子は『勧進帳』。紋は『鬼蔦』。

## 経歴
崇徳高等学校卒業。広島修道大学在学中の1975年11月に二代目古今亭圓菊に入門、古今亭志ん八と共に楽屋入りし菊助と名乗る。翌年3月に広島修道大学商学部商業学科を卒業し、11月に池袋演芸場にて『たらちね』で初高座。
1980年6月、古今亭志ん八、古今亭菊松、金原亭駒平と共に二ツ目昇進、菊之助を襲名。
1990年3月に林家しん平、林家錦平、橘家半蔵とともに真打昇進。菊丸に改名。

## 芸歴
- 1975年11月 - 二代目古今亭圓菊に入門、前座名「菊助」。
- 1980年6月 - 二ツ目昇進、「菊之助」と改名。
- 1990年3月 - 真打昇進、「菊丸」と改名。

## 人物
趣味∶ハワイ旅行、ゴルフ。お気に入りのアロハシャツがユニクロでも買えることに気づいてショックを受けているらしい。
柳家福治は高校・大学の後輩で、池袋演芸場で二人会を開いている。

## 演目
- 愛宕山
- 井戸の茶碗
- 鰻屋
- うどん屋
- 火事息子
- 片棒
- 祇園会
- 甲府い
- 幇間腹
- たがや
- 短命
- 時そば
- 中村仲蔵
- 人形買い
- ふぐ鍋

## 受賞歴
- 1987年
  - 2月∶第1回NHK新人演芸コンクール優秀賞
  - 10月∶第2回NHK新人演芸コンクール優秀賞
- 2012年1月∶平成23年度 第66回文化庁芸術祭賞優秀賞

## 出演番組
ラジオ
- シャナナ広島（中国放送）[1]
- ザ・ヤング（中国放送）[1]
- スーパーからこんにちは（ラジオ福島）[1]
- 古今亭菊之助のちょっとお邪魔します（岩手放送）[1]